# Гарфілд (Арканзас)
Гарфілд (англ. Garfield) — місто (англ. town) в США, в окрузі Бентон штату Арканзас. Населення — 593 особи (2020).

## Географія
Гарфілд розташований на висоті 454 метра над рівнем моря за координатами 36°27′23″ пн. ш. 93°58′32″ зх. д. / 36.45639° пн. ш. 93.97556° зх. д. (36.456320, -93.975521).  За даними Бюро перепису населення США в 2010 році місто мало площу 7,71 км², уся площа — суходіл.

## Демографія
Згідно з переписом 2010 року, у місті мешкали 502 особи в 193 домогосподарствах у складі 147 родин. Густота населення становила 65 осіб/км².  Було 224 помешкання (29/км²). 
Расовий склад населення:
| - 95,0 % — білих - 2,0 % — вихідців з тихоокеанських островів - 0,6 % — корінних американців |

До двох чи більше рас належало 1,6 %. Іспаномовні складали 1,0 % від усіх жителів.
За віковим діапазоном населення розподілялося таким чином: 23,9 % — особи молодші 18 років, 60,8 % — особи у віці 18—64 років, 15,3 % — особи у віці 65 років та старші. Медіана віку мешканця становила 43,9 року. На 100 осіб жіночої статі у місті припадало 107,4 чоловіків;  на 100 жінок у віці від 18 років та старших — 99,0 чоловіків також старших 18 років.
Середній дохід на одне домашнє господарство  становив 64 744 долари США (медіана — 49 479), а середній дохід на одну сім'ю — 74 934 долари (медіана — 54 886). Медіана доходів становила 46 250 доларів для чоловіків та 40 000 доларів для жінок. За межею бідності перебувало 10,6 % осіб, у тому числі 15,9 % дітей у віці до 18 років та 13,4 % осіб у віці 65 років та старших.
Цивільне працевлаштоване населення становило 215 осіб. Основні галузі зайнятості: роздрібна торгівля — 24,2 %, освіта, охорона здоров'я та соціальна допомога — 20,0 %, виробництво — 12,6 %, науковці, спеціалісти, менеджери — 11,2 %.
За даними перепису населення 2000 року в Гарфілді мешкало 490 осіб, 136 сімей, налічувалося 177 домашніх господарств і 198 житлових будинків. Середня густота населення становила близько 51,6 осіб на один квадратний кілометр. Расовий склад Гарфілда за даними перепису розподілився таким чином: 97,35 % білих, 1,43 % — корінних американців, 0,61 % — азіатів, 0,61 % — представників змішаних рас. Іспаномовні склали 1,43 % від усіх жителів містечка.
З 177 домашніх господарств в 37,9 % — виховували дітей віком до 18 років, 67,2 % представляли собою подружні пари, які спільно проживали, в 6,2 % сімей жінки проживали без чоловіків, 22,6 % не мали сімей. 18,1 % від загального числа сімей на момент перепису жили самостійно, при цьому 7,3 % склали самотні літні люди у віці 65 років та старше. Середній розмір домашнього господарства склав 2,77 особи, а середній розмір родини — 3,18 особи.
Населення містечка за віковим діапазоном за даними перепису 2000 року розподілилося таким чином: 29,4 % — жителі молодше 18 років, 8,4 % — між 18 і 24 роками, 28,8 % — від 25 до 44 років, 20,2 % — від 45 до 64 років і 13,3 % — у віці 65 років та старше. Середній вік мешканця склав 37 років. На кожні 100 жінок в Гарфілді припадало 109,4 чоловіків, у віці від 18 років та старше — 104,7 чоловіків також старше 18 років.
Середній дохід на одне домашнє господарство в містечкі склав 33 393 долара США, а середній дохід на одну сім'ю — 38 750 доларів. При цьому чоловіки мали середній дохід в 27 031 долар США на рік проти 22 404 долара середньорічного доходу у жінок. Дохід на душу населення в містечкі склав 13 159 доларів на рік. 9,8 % від усього числа сімей в окрузі і 10,3 % від усієї чисельності населення перебувало на момент перепису населення за межею бідності, при цьому 9,0 % з них були молодші 18 років і 3,8 % — у віці 65 років та старше.